# Песо

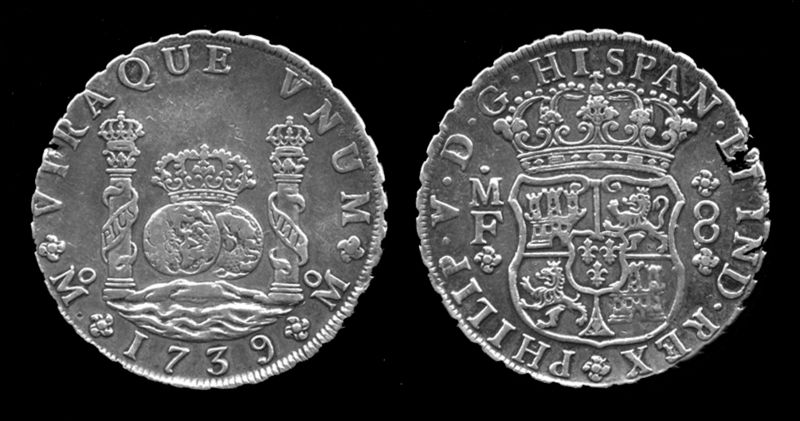
Срібний песо короля Філіпа V (1739)

Країни, що використовують назву песо для своєї валюти
Країни, що в минулому використовували назву песо для своєї валюти

Пе́со (ісп. Peso) — валютна одиниця, що первісно використовувалася в Іспанії, а пізніше в її колоніях на Американському континенті, в Африці і на Філіппінах. Срібна монета в 1 песо поділялася на 8 реалів і була широко поширена в світі у XVI—XIX століттях. Назву песо мали або досі мають валюти багатьох країн колишньої Іспанської імперії.
Вперше монета вартістю вісім реалів, що отримала назву песо (або долар чи піастр), була викарбувана в Іспанії в 1497 році в наслідування талерам і як альтернатива золотому кастельяно. У XVI ст. зі срібла, видобутого в Новому Світі, почали карбувати у величезних кількостях на 11 монетних дворах Іспанії. Номінал вказувався в реалах.
В колоніях Латинської Америки аналог такого песо карбувався аж до кінця XIX ст. Після того, як на початку XIX століття країни Латинської Америки стали здобувати незалежність від іспанської метрополії, назву песо носили грошові одиниці таких новоутворених країн:
- Аргентинський песо — національна валюта Аргентини;
- Болівійський песо — грошова одиниця Болівії у 1963—1987 роках;
- Венесуельський песо — валюта Венесуели у 1821—1871 роках;
- Гватемальський песо — валюта Гватемали у 1859—1925 роках;
- Песо Гвінеї-Бісау — валюта Гвінеї-Бісау в 1975—1997 роках;
- Гондураський песо — грошова одиниця Гондурасу у 1862—1931 роках;
- Домініканський песо — грошова одиниця Домініканської Республіки;
- Коста-риканський песо — валюта Коста-Рики у 1850—1896 роках;
- Колумбійський песо — грошова одиниця Колумбії;
- Кубинський песо — один з двох видів валюти, що знаходяться в офіційному обігу на Кубі;
- Мексиканський песо — національна валюта Мексики;
- Парагвайський песо — валюта Парагваю між 1856 і 1944 рр.
- Пуерто-риканський песо — валюта Пуерто-Рико у 1812—1898 роках;
- Сальвадорський песо — грошова одиниця Сальвадору у 1877—1919 роках;
- Уругвайський песо — грошова одиниця Уругваю;
- Філіппінський песо — валюта Філіппін;
- Чилійський песо — національна валюта Чилі.